# Ryfylketunneln
Ryfylketunneln är en av de tre tunnlar som ingår i det norska megaprojektet Ryfast. En färjefri förbindelse mellan Stavanger och Ryfylke har skapats och tunneln har förkortat restiden mellan de två områdena till en tredjedel. Med en längd på 14,4 kilometer och djup på 291 meter under havsnivån är Ryfylketunneln världens längsta och djupaste vägtunnel under vatten. Den öppnades för trafik 30 december 2019.
De två andra tunnlarna i projektet är Hundvågtunneln och Eiganestunneln. Båda öppnades för trafik 22 april 2020.
Hundvågtunneln är 5 500 meter lång, som går mellan ön Hundvåg och staden Stavanger. Den börjar bara cirka 200 meter från mynningen på Ryfylketunneln. Eiganestunneln är en 3 700 meter lång tunnel under centrala Stavanger som är kopplad till Hundvågtunneln.

## Externa länkar

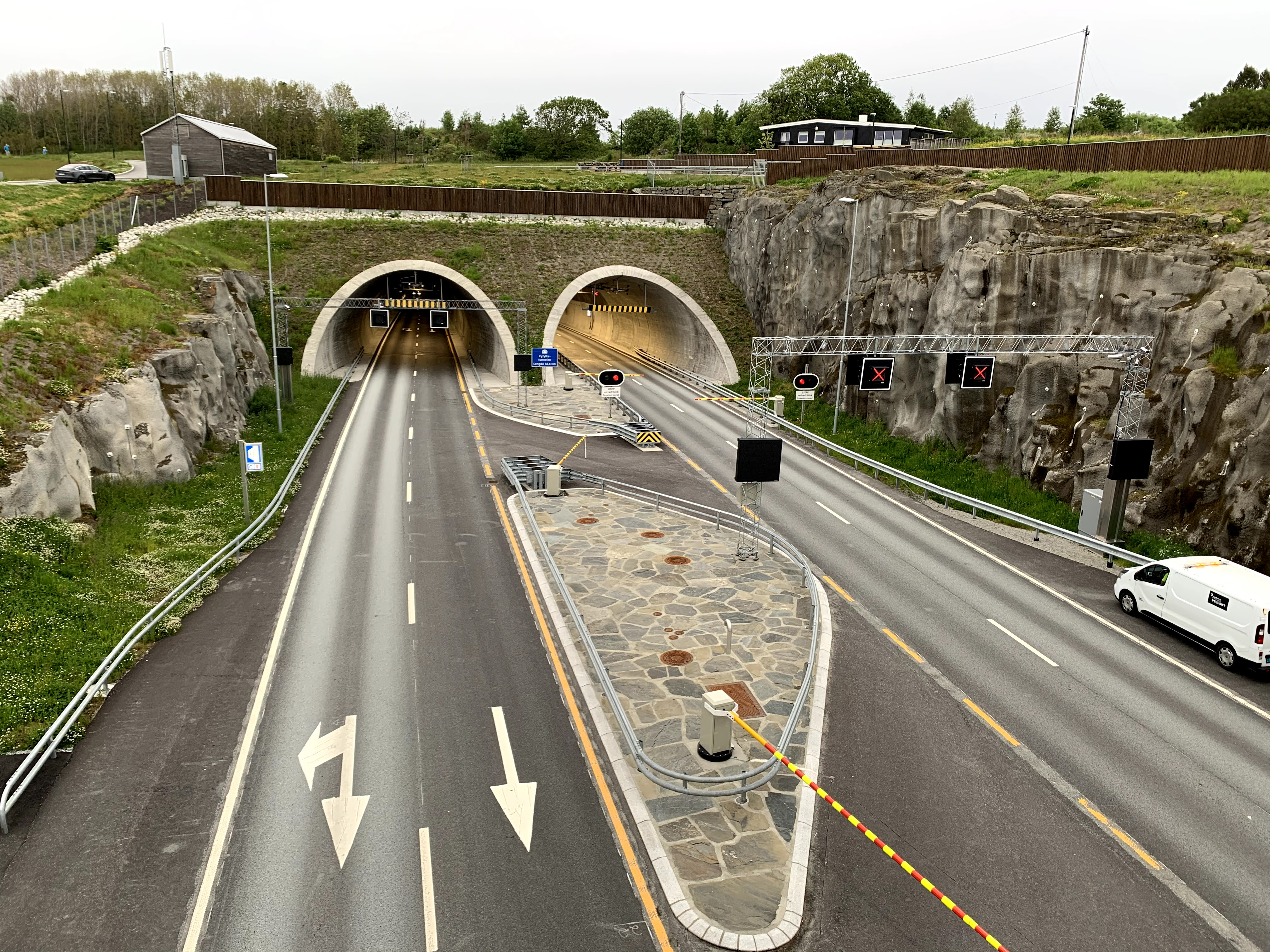